# Minit (Computerspiel)
Minit ist ein Computerspiel, das von Kitty Calis, Jan Willem Nijman, Jukio Kallio und Dominik Johann entwickelt wurde. Das Action-Adventure wurde im April 2018 vom US-amerikanischen Publisher Devolver Digital für PlayStation 4, Xbox One, Windows, Linux und MacOS veröffentlicht.

## Spielprinzip
In dem Spiel steuert man ein Schnabeltier, welches zu Beginn in seinem Haus startet und kurz darauf an einen Strand gelangt, wo es ein Schwert findet, das mit einem Fluch belegt ist. Dieser hat zur Folge, dass die Spielfigur nach 60 Sekunden automatisch stirbt und an seine zuletzt besetzte Behausung (Startpunkt) zurückgesetzt wird und der Spielmechanik damit eine Art Zeitschleife verleiht.
Der Spieler selbst muss unterschiedliche Aufgaben in der Spielwelt erfüllen, mit Nicht-Spieler-Charakteren sprechen, die Welt erkunden, Gegner besiegen, Gegenstände finden und Rätsel lösen, um weiter voranzukommen. Gegenstände, die man einmal in seinen Besitz gebracht hat, bleiben dabei erhalten.
Die Welt selbst ist in Schwarz-Weiß und einer 2D-Grafik gehalten.

## Entwicklung und Veröffentlichung
Minit entstand in der Zusammenarbeit zwischen den Entwicklern Kitty Calis, Jan Willem Nijman, Jukio Kallio und Dominik Johann, die bereits Erfahrungen im Indie-Bereich gesammelt hatten. Als Spiel-Engine wurde der Game Maker verwendet. Eine erste Demo-Version des Spiels wurde auf der Electronic Entertainment Expo 2017 präsentiert.
Am 3. April 2018 wurde das Spiel für PlayStation 4, Xbox One, Microsoft Windows, Linux und MacOS von dem Publisher Devolver Digital veröffentlicht.
Für die Nintendo Switch erschien das Spiel am 9. August 2018.

## Rezeption
Die GameStar findet, die Grafik sei minimalistisch gehalten und auf das Nötigste reduziert, lobt aber auch einige lustige Passagen und die abgedrehte Handlung. Der Spiegel spricht bei der Grafik auch von einer Optik, die der des alten Game Boy gleiche. Die Steuerung sei simpel gehalten und die Atmosphäre wird unter anderem vom Standard als charmant und kurzweilig beschrieben, die durch einen passenden Soundtrack unterlegt werde. Gelobt wurden außerdem das einfach gehaltene Leveldesign wie auch die Gestaltung und die Rätsel.
Die Meinungen über die Zeitschleifen-Mechanik sind gemischt. Zum einen wird die 60-Sekunden-Spielmechanik als innovativ und motivierend empfunden, da man so immer wieder etwas Neues entdecken könne und der Zeitdruck einen bestimmten Reiz erzeuge, ähnlich wie bei einem Speedrun. Andererseits könne dieser aber auch als nervig empfunden werden, da man an einigen Stellen gerne schneller wäre oder mehr Zeit hätte und aufgrund der Wiederholungen Frustration aufkomme. 4Players hält das Spiel zwar für stressig, dafür aber auch unterhaltsam und sympathisch.
Aufgrund der Spielmechanik und der Zeitschleifen-Thematik wird das Spiel auch mit alten The-Legend-of-Zelda-Titeln und vergleichbaren Retro-Rollenspielen wie Half-Minute Hero sowie Filmklassikern wie Und täglich grüßt das Murmeltier verglichen.
Das Spiel wurde von der Presse weitgehend positiv aufgenommen. Die PC-Version erhält einen Metascore von 79. Auf Steam hat das Spiel 93 % positive Nutzerbewertungen erhalten.